# Phare d'Escombreras
Le phare d'Escombreras est un phare situé au sommet de l'île du même nom dans l'entrée de la baie de Carthagène, dans la région de Murcie en Espagne.
Il est géré par l'autorité portuaire de Carthagène .

## Histoire
Le phare est érigé sur le sommet de l'île d'Escombreras qui se trouve à l'entrée sud de la baie de Carthagène devant le port d'Escombreras,
Il a été construit en 1864. C'est une tour ronde en maçonnerie dépassant de la maison de gardien d'un étage. L'édifice est peint en blanc et le dôme de la lanterne est gris métallique. il a été électrifié en 1984 avec des panneaux solaires.
Identifiant : ARLHS : SPA167 ; ES-23190 - Amirauté : E0126 - NGA : 4564 .